# Bioarquitectura

Detalle del Bosco Verticale, un complejo de dos rascacielos ecológicos en Milán, Italia.

La bioarquitectura es un campo de estudio interdisciplinario entre la arquitectura y la ecología así como un estilo arquitectónico inspirado en la sostenibilidad que consiste en crear edificaciones que sigan una arquitectura sustentable en las que se procure la salud de las personas que hacen uso de ellas y se reduzca el impacto ambiental de estos complejos arquitectónicos, tomando en cuenta diversos factores como la ubicación, los materiales y el diseño, entre otros.
Unos de los conceptos más importantes que se toman en cuenta en esta disciplina son el clima y el medio ambiente del emplazamiento, ya que a través de él se obtiene un equilibrio ecológico entre los factores ambientales y humanos, impleméntandose para ello el principio de eficiencia energética. De igual modo, la bioconstrucción actúa con el fin de obtener un ambiente interior saludable sin perturbaciones ni contaminantes susceptibles de emitirse a la atmósfera.
El emplazamiento de la vivienda es otra de las claves sobre las que se basa la bioarquitectura. En este sentido, la ubicación del inmueble es importante para conseguir la reducción de su consumo energético, su minimización de residuos y la disminución de su huella ecológica. Asimismo, seleccionar una buena ubicación, alejada de elementos contaminantes, también fomenta la salud de las personas. La bioarquitectura también destaca por hacer uso en sus proyectos de materiales de construcción saludables y exentos de toxicidad.
Es así como la bioarquitectura comprende el uso eficiente e inteligente de los recursos naturales del lugar para aprovechar de la mejor manera posible lo que la naturaleza ofrece y generar así un menor impacto en el medio ambiente, al mismo tiempo que se procura un estilo de vida sostenible y respetuoso con el medio ambiente.